# Ozodes nodicollis
Ozodes nodicollis là một loài bọ cánh cứng trong họ Cerambycidae.